# Mimobatocera laterifusca
Mimobatocera laterifusca är en skalbaggsart som beskrevs av Stefan von Breuning 1970. Mimobatocera laterifusca ingår i släktet Mimobatocera och familjen långhorningar. Inga underarter finns listade i Catalogue of Life.